# 七星公園
七星公園是台灣台北市北投區新北投地區的公園，園內有台鐵新北投車站。

## 資料來源
1. ↑  公園走透透. . 臺北市政府工務局公園路燈工程管理處.   [2024-07-16].

## 外部連結
- 七星公園 - 公園走透透 （页面存档备份，存于）